# Vávdos
Vávdos, en grec moderne : Βάβδος, est un village du dème de Polýgyros, district régional de Chalcidique, en Macédoine-Centrale, Grèce.
Selon le recensement de 2011, la population du village compte 380 habitants.